# Mops condylurus
Mops condylurus es una especie de murciélago de la familia Molossidae.

## Distribución geográfica
Se encuentra en África Subsahariana.